# Erick Barkley
Erick Barkley (Queens, New York; 21 de febrero de 1978) es un exjugador de baloncesto estadounidense que disputó dos temporadas en la NBA y varias más alrededor del mundo. Con 1,85 metros de estatura, jugaba en la posición de base.

## Trayectoria deportiva

### Universidad
Tras jugar al baloncesto en el Christ The King Regional High School, asistió a la Universidad de St. John's, donde coincidió con Ron Artest. Allí paso dos temporadas, siendo incluido en el mejor quinteto de la Big East Conference en su año sophomore después de liderar a los Red Storm al campeonato de la Big East de 2000. Promedió 16 puntos, 4.5 asistencias, 3 rebotes y 3 robos de balón en 28 partidos y fue nombrado All-American. En su primera campaña formó parte del mejor quinteto de rookies y fue nombrado mejor novato de la semana en seis ocasiones. Sus 2.9 robos por partido es el mejor promedio de la historia de St. John's.

### Profesional
Barkley fue seleccionado en la 28.ª posición del Draft de la NBA de 2000 por Portland Trail Blazers, donde en dos temporadas no pasó de ser un jugador poco habitual en las rotaciones y con frecuentes lesiones. En 27 partidos en la NBA, 4 como titular, promedió 2.9 puntos y 1.5 asistencias por noche. El 5 de agosto de 2002 fue traspasado a San Antonio Spurs junto con Steve Kerr y una segunda ronda del draft de 2003 a cambio de Antonio Daniels, Amal McCaskill y Charles Smith. Dos meses después fue enviado a Chicago Bulls, pero fue cortado al momento.
Tras dejar la NBA se convirtió en todo un trotamundos, jugando en el Peristeri BC y Olympia Larissa BC griegos, en Huntsville Flight de la NBDL, en el Maccabi Ironi Ramat Gan de Israel, en el Herens Basket suizo, en Indiana Alley Cats de la CBA, en el KK Split croata en dos ocasiones, en el Legea Scafati Basket italiano, en el Asesoft Ploiesti rumano, en el Indistrija Kavadarci macedonio, y en los polacos Bank BPS Basket Kwidzyn y Polpharma Starogard Gdański.

## Estadísticas de su carrera en la NBA

### Temporada regular
| Temporada | Edad | Equipo                 | Liga | P  | TIT | MIN  | TC  | TCA | %TC  | 3P  | 3PA | %3P  | TL  | TLA | %TL  | R.OF. | R.DEF. | REB | ASIS | ROB | TAP | PER | FP  | PTS |
| 2000-01   | 22   | Portland Trail Blazers | NBA  | 8  | 0   | 4.8  | 1.0 | 2.8 | .364 | 0.4 | 1.0 | .375 | 0.0 | 0.0 |      | 0.0   | 0.4    | 0.4 | 0.8  | 0.3 | 0.0 | 0.6 | 0.3 | 2.4 |
| 2001-02   | 23   | Portland Trail Blazers | NBA  | 19 | 4   | 12.0 | 1.3 | 3.6 | .353 | 0.1 | 0.4 | .143 | 0.5 | 0.5 | .900 | 0.3   | 0.7    | 0.9 | 1.8  | 0.9 | 0.1 | 0.6 | 1.5 | 3.1 |
| Total     |      |                        | NBA  | 27 | 4   | 9.9  | 1.2 | 3.3 | .356 | 0.1 | 0.6 | .267 | 0.3 | 0.4 | .900 | 0.2   | 0.6    | 0.8 | 1.5  | 0.7 | 0.0 | 0.6 | 1.1 | 2.9 |